# Barysau-Arena
Barysau-Arena (biał. Барысаў-Арэна; ros. Борисов-Арена, Borisow-Ariena) – stadion piłkarski w Borysowie na Białorusi. Najnowocześniejszy tego typu obiekt w kraju. Otwarcie stadionu nastąpiło w 2014 roku. Właścicielem obiektu jest klub BATE Borysów. Pojemność stadionu wynosi 13 126.
Sukcesy jakie na międzynarodowej arenie zaczęło święcić BATE, spowodowały, że podjęto działania mające na celu budowę stadionu, na którym zespół mógłby grać w europejskich pucharach, ponieważ ich dotychczasowy stadion – Stadion Miejski w Borysowie nie spełniał wymogów UEFA i zespół swoje mecze musiał rozgrywać w innym mieście. Pierwotny plan zakładał rozpoczęcie budowy w listopadzie 2010 roku, jednak prace rozpoczęto rok później.
Również termin zakończenia prac był kilkukrotnie przekładany, aż w końcu 3 maja 2014 roku udało się rozegrać inauguracyjny mecz. Było to finałowe spotkanie Pucharu Białorusi w sezonie 2013/2014 pomiędzy zespołami Niemana Grodno i Szachtiora Soligorsk. BATE na swój pierwszy mecz musiało poczekać tydzień dłużej, aż do spotkania ligowego, w którym podjęło drużynę FK Słuck. Zwycięstwo gospodarzy 3:0 oglądało niecałe 6800 widzów.
Stadion został zaprojektowany przez słoweńskie przedsiębiorstwo projektowe OFIS Architects. Zlokalizowano go w południowo-zachodniej części miasta. Z zewnątrz stadion otoczony jest przez las sosnowy. Nieregularne otwory w fasadzie stadionu sprawiają, że jego konstrukcja wygląda na niesymetryczną, choć w rzeczywistości stadion jest całkowicie symetryczny.